# Albert Fathi
Albert Fathi (* 27. Oktober 1951 in Ägypten) ist ein ägyptisch-französischer Mathematiker. Er befasst sich mit dynamischen Systemen und ist derzeit Professor an der École normale supérieure de Lyon.
Fathi besuchte das Collège des frères Lasalle in Kairo und wuchs zweisprachig auf (französisch, arabisch). Mit zehn Jahren kam er als politischer Flüchtling nach Paris und studierte an der École normale supérieure in Saint-Cloud. Er wurde 1980 bei Laurence Siebenmann an der Universität Paris-Süd promoviert (Transformations et homéomorphismes préservant la mesure). Von 1987 bis 1992 war er Professor an der University of Florida. Seit 1992 lehrt er an der ENS in Lyon (Unité de mathématiques pures et appliquées, UMPA). Außerdem lehrte er an der École polytechnique.
Er war Gastwissenschaftler unter anderem am Institute for Advanced Study (1986/87), an der Universidad Complutense de Madrid (Instituto de Matemática Interdisciplinar), in Nanjing, Cambridge und am MSRI. 2013 erhielt er den Sophie-Germain-Preis. Er ist Mitglied des Institut Universitaire de France.
Fathi war Sprecher auf dem Internationalen Mathematikerkongress 2014 in Seoul (Weak KAM Theory: the connection between Aubry-Mather theory and viscosity solutions of the Hamilton-Jacobi equation). Er war Clay Senior Scholar im Frühjahr 2019.

## Schriften (Auswahl)
- The Weak KAM Theorem in Lagrangian Dynamics, Cambridge University Press 2012
- mit François Laudenbach, Valentin Poénaru Thurston´s Work on Surfaces, Princeton University Press 2012 (ursprünglich Travaux de Thurston, Asterisque, Band 65/66, 1979)
- Herausgeber mit Jean-Christophe Yoccoz Dynamical systems: Michael Herman memorial volume, Cambridge University Press 2006
- mit Michael Shub, Remi Langevin Global stability of dynamical systems, Springer Verlag 1987
- Herausgeber mit Yong-Geun Oh, Claude Viterbo Symplectic topology and measure preserving dynamical systems, AMS 2010 (Summer Conference, Snowbird 2007)
- Systèmes dynamiques, Ecole Polytechnique 1997

- Dehn twists and pseudo-Anosov diffeomorphisms. Invent. Math. 87 (1987), no. 1, 129–151.
- Théorème KAM faible et théorie de Mather sur les systèmes lagrangiens. C. R. Acad. Sci. Paris Sér. I Math. 324 (1997), no. 9, 1043–1046.
- mit Antonio Siconolfi: Existence of C1 critical subsolutions of the Hamilton-Jacobi equation. Invent. Math. 155 (2004), no. 2, 363–388.
- mit Antonio Siconolfi: PDE aspects of Aubry-Mather theory for quasiconvex Hamiltonians. Calc. Var. Partial Differential Equations 22 (2005), no. 2, 185–228.
- mit Alessio Figalli: Optimal transportation on non-compact manifolds. Israel J. Math. 175 (2010), 1–59.